# San Manuel (Cortés)
San Manuel est une municipalité du Honduras, située dans le département de Cortés. Elle est fondée en 1859.

## Source de la traduction
- (en) Cet article est partiellement ou en totalité issu de l’article de Wikipédia en anglais intitulé « San Manuel, Cortés » (voir la liste des auteurs).